# Вікторин Подфіліпський
Вікторин Подфіліпський гербу Цьолек (пом.1541/42 р.) – польський шляхтич, кам’янецький земський суддя. Представник родини Подфіліпських, брат кам’янецького каштеляна Якуба. Підписувався «з Підпилип’я», або «з Фредрівців».

## Життєпис
Розпочав кар’єру як військовий наприкінці XV ст. У 1511 р. посвідчений з 8 кінним почтом.
З 19 червня 1502 р. виступає як підсудок кам’янецької землі. В 1505 р. імовірно був послом на радомський сейм. Влітку 1510 р. призначений королем до комісії, члени якої разом із делегатами молдавського воєводи Богдана, 12 липня в Червоному, дійшли до порозуміння в справі справедливості та способів співжиття на прикордонні.
В 1517 р., імовірно, перебував на виправі проти Москви, бо король Сигізмунд наказував кам’янецькому старості стримати проти Вікторина усілякі позови в ґродському суді, аж до часу винесення королівського рішення. Був правдоподібно послом на краківський сейм в 1518 році. В 1520 році на сеймі бидгоському  був призначеним одним із збирачем надзвичайного податку з Подільського воєводства. Імовірно був послом на пйотрківський сейм 1521 року.
19 лютого 1528 р. був призначений кам’янецьким земським суддею, де серед усіх обов’язків йому належало зберігання земських привілеїв воєводства.
Внаслідок довголітньої діяльності на посаді судді добре вивчив польське право, що допомогло в 1534 р. стати представником від Подільського воєводства в комісії по ревізії коректури прав (так звана коректура Танчинського).
Помер під кінець 1541 року, або на початку 1542 р., оскільки 27 лютого 1542 р. уряд кам’янецького земського судді король Сигізмунд дарував Янові Радецькому.

### Маєтки
Вікторин був дідичем на Фридрівцях, володів значним маєтком і займався його збільшенням. 8 квітня 1509 року отримав привілей на заснування міста на ґрунтах села Свіршківці (тепер село Теремківці). 15 березня 1515 року король дозволив Вікторину збудувати містечко на ґрунтах села Пищатинці. 31 грудня 1521 року отримав згоду на викуп з рук Яна Кемліча королівського села Стрілківці. Після кількарічних старань викупив у брата Якуба село Глібів, котре скоро викупив в 1532 році їхній родич Ян Подфіліпський, староста зіньківський. До 1518 року володів селом Вишнівець. В 1539 році Ян Шаравський віддав йому в заставу село Вербку, відступлене в 1542 році сином Вікторина. В 1512-18 рр. разом з іншими шляхтичами мав процес проти кам’янецьких райців за право користуватися луками під Кам’янцем.

### Родина
Вікторин був двічі одруженим, перша дружина з Шаравських, невідома по імені, друга – Добромірська. Залишив трьох синів: Міхала, Марціна – товариша їзди оборони поточної, та Павла, також товариша їзди поточної оборони. Також мав доньок: Анну, яка вийшла заміж за Яна Міляновського, кам’янецького стольника, Єву – дружина Яга Ґрабінського, та Зофію, з 1517 р. дружина Анджея Чермєнського.